# إيما نيلسون
إيما نيلسون (بالسويدية: Emma Nilsson) هي متسابقة بياثل سويدية، ولدت في 18 نوفمبر 1993 في تورسبي ‏ في السويد.

## وصلات خارجية
- الموقع الرسمي
- إيما نيلسون على موقع IBU (الإنجليزية)
- إيما نيلسون على موقع الاتحاد الدولي للتزلج (التزلج الريفي) (الإنجليزية)
- إيما نيلسون على موقع اللجنة الأولمبية السويدية (السويدية)